# Victor Peicov
Victor Peicov (ros. Виктор Эммануилович Пейков ;ur. 16 października 1965) – radziecki i mołdawski zapaśnik walczący w stylu wolnym. Olimpijczyk z Atlanty 1996, gdzie zajął siódme miejsce w wadze półśredniej.
Wicemistrz świata w 1994. Brązowy medalista mistrzostw Europy w 1993, czwarty w 1996, piąty w 1995 i 1999. Trzeci na mistrzostwach ZSRR w 1991 roku. 

## Letnie Igrzyska Olimpijskie 1996
| Konkurencja | Eliminacje                  | Eliminacje            | Repasaże                | Repasaże              | Repasaże           | Runda finałowa                 | Klas. końcowa |
| Konkurencja | Przeciwnik I                | Przeciwnik II         | Przeciwnik I            | Przeciwnik II         | Przeciwnik III     | o 7 miejsce                    | Miejsce       |
| ----------- | --------------------------- | --------------------- | ----------------------- | --------------------- | ------------------ | ------------------------------ | ------------- |
| -74 kg      | Magomied Kuruglijew (KAZ) Z | Park Jang-sun (KOR) P | Radion Kertanti (SVK) Z | Boris Budajew (UZB) Z | Takuya Ōta (JPN) P | Magomiedsałam Gadżyjew (AZE) Z | 7.            |